# Электроэнергетика Азербайджана
Электроэнергетика Азербайджана — сектор энергетики Азербайджана.

## Общие сведения
С 2004 по 2014 год в Азербайджане построены и сданы в эксплуатацию 17 электростанций, проложено более 10 тыс. км линий электропередачи, построено или реконструировано свыше 1500 электрических подстанций. В результате общая мощность электроэнергетики увеличилась на 2300 мегаватт. На 1 мая 2014 года в стране действовало 13 220-киловольтных подстанций.
В соответствии с данными UNdata и EES EAEC установленная мощность-нетто электростанций на конец 2019 года составляла 7642 МВт, в том числе: тепловые электростанции — 6395 МВт, гидроэлектростанции — 1145 МВт, ветряные электростанции — 66 МВт и солнечные электростанции — 35 МВт.
На 2021 год Азербайджан полностью обеспечивает себя электроэнергией. 94 % электроэнергии вырабатывается на теплоэлектростанциях (ТЭС) за счёт сжигания природного газа. 6 % вырабатывается гидроэлектростанциями (ГЭС) и альтернативными источниками энергии.
Летом 2018 года пиковый спрос на электроэнергию составил 3 625 мегаватт в час при температуре воздуха 40-42 градуса Цельсия.
6 августа 2025 года по состоянию на 15:00 спрос на электроэнергию по всей стране составил 4871 мегаватт в час, что стало рекордным показателем.
Суточное потребление электроэнергии на август 2025 года составляет 100 миллионов киловатт-часов.
Крупнейшим производителем электроэнергии является АО «Азерэнержи». Кроме него, электроэнергия производится Государственной энергетической службой Нахичевани, «АзерИшиг» («АзерСвет»).
Электроэнергия экспортируется в Иран, Турцию, Россию, Грузию.
Гидроэлектростанции в том числе строятся на реках, источниками которых являются родники горной гряды Малого Кавказа, включая талые воды.
Наиболее крупные электрические станции:
- Азербайджанская ТЭС — 2 400 МВт
- ТЭС «8 ноября» — 1880 мегаватт
- ТЭС «Cenub» («Южная») — 780 МВт
- Мингечевирская ГЭС — 424 МВт
- Шамкирская ГЭС — 380 МВт

## Показатели
| Год   | 2018   | 2020   | 2021     | 2022     |
| ----- | ------ | ------ | -------- | -------- |
| Объём | 25 229 | 25 811 | 27 875,3 | 29 004,3 |

| Год   | 2020   | 2021     | 2022     |
| ----- | ------ | -------- | -------- |
| Объём | 21 970 | 23 435,6 | 23 191,2 |

| Год        | 2008  | 2009 | 2010 | 2011 | 2012  | 2013  | 2014  | 2015  |
| ---------- | ----- | ---- | ---- | ---- | ----- | ----- | ----- | ----- |
| Количество | 215,9 | 110  | 99,8 | 128  | 140,9 | 127,3 | 124,1 | 107,5 |

| Год        | 2016  | 2017  | 2018  | 2019  | 2020  | 2022  |
| ---------- | ----- | ----- | ----- | ----- | ----- | ----- |
| Количество | 114,4 | 107,8 | 131,2 | 136,9 | 136,5 | 137,2 |

| Год        | 2008  | 2009  | 2010  | 2011  | 2012  | 2013  | 2014  | 2015 |
| ---------- | ----- | ----- | ----- | ----- | ----- | ----- | ----- | ---- |
| Количество | 811,6 | 379,6 | 462,4 | 804,8 | 680,3 | 495,6 | 489,3 | 265  |

| Год        | 2016   | 2017   | 2018   | 2019   | 2020   | 2021   | 2022   |
| ---------- | ------ | ------ | ------ | ------ | ------ | ------ | ------ |
| Количество | 1095,5 | 1282,5 | 1445,2 | 1490,9 | 1150,7 | 1673,4 | 2997,5 |

### 2021
Потребление электроэнергии в 2021 году составило 23 435,6 млн квт. ч.

### 2022
В 2022 году всего было выработано 29 004,3 млн квт. ч. электроэнергии.
Тепловыми электростанциями было выработано 27 059,1 млн квт. ч., гидроэлектростанциями — 1 595,7 млн квт. ч. электроэнергии.
Иными источниками было выработано 349,5 млн квт. ч. электроэнергии, в том числе ветряными электростанциями — 83,3 млн квт. ч., солнечными электростанциями — 60,9 млн квт. ч., биоэнергостанциями — 205,3 млн квт. ч.
90,3 % электроэнергии было выработано АО «Азерэнержи».
Экспорт электроэнергии в 2022 году составил 2 997,5 млн квт. ч. Из них 1 531,7 млн. квт. ч. было экспортировано в Турцию, 1 262,2 млн. квт. ч. — в Грузию, 103,5 млн. квт. ч. — Иран, 100,1 млн. квт. ч. — в Россию.
Импортировано 137,2 млн квт. ч. электроэнергии. Из них 32 млн квт. ч. из Ирана, 96,4 млн. квт. ч. из России, 8,8 млн. квт. ч. из Грузии.
Потребление электроэнергии в 2022 году составило 23 191,2 млн квт. ч.

### Диаграммы

EES EAEC. Производство электроэнергии-брутто в Азербайджане 1945—2018 годы (млрд. кВт-ч)

EES EAEC. Динамика установленной номинальной мощности-нетто электростанций Азербайджана, 1992—2016, МВт

EES EAEC. Число часов использования установленной мощности-нетто электростанций Азербайджана, 1992—2016 гг., часы

EES EAEC. Динамика производства электроэнергии на ГЭС, ВЭС и СЭС Азербайджана, 1992—2016, млн. кВт∙ч

EES EAEC. Динамика потребления электроэнергии в отдельных секторах Азербайджана, 1992—2016, млн. кВт∙ч

| Таблица 1. Установленная мощность-нетто электростанций по типам и классам, 1992—2016 гг. (на конец года), МВт |      |      |      |      |      |      |      |      |      |      |      |      |      |
| Установленная мощность-нетто                                                                                  | 1992 | 1993 | 1994 | 1995 | 1996 | 1997 | 1998 | 1999 | 2000 | 2001 | 2002 | 2003 | 2004 |
| Электростанций — всего                                                                                        | 5165 | 5183 | 5239 | 5239 | 5239 | 5239 | 5239 | 5239 | 4912 | 5161 | 5283 | 5673 | 5665 |
| Тепловых электростанций (ТЭС), сжигающих органическое топливо                                                 | 4396 | 4410 | 4456 | 4456 | 4456 | 4456 | 4456 | 4456 | 3990 | 4228 | 4349 | 4703 | 4695 |
| Гидроэлектростанций (ГЭС)                                                                                     | 769  | 773  | 783  | 783  | 783  | 783  | 783  | 783  | 922  | 933  | 934  | 970  | 970  |
| Окончание таблицы 1                                                                                           |      |      |      |      |      |      |      |      |      |      |      |      |      |
| Установленная мощность-нетто                                                                                  | 2004 | 2005 | 2006 | 2007 | 2008 | 2009 | 2010 | 2011 | 2012 | 2013 | 2014 | 2015 | 2016 |
| Электростанций — всего                                                                                        | 5665 | 5157 | 5624 | 5728 | 5798 | 6388 | 6396 | 6350 | 6420 | 7352 | 7359 | 7806 | 7910 |
| Тепловых электростанций (ТЭС), сжигающих органическое топливо                                                 | 4695 | 4187 | 4599 | 4703 | 4773 | 5401 | 5401 | 5352 | 5397 | 6264 | 6270 | 6690 | 6764 |
| Гидроэлектростанций (ГЭС)                                                                                     | 970  | 970  | 1025 | 1025 | 1025 | 987  | 995  | 998  | 1023 | 1084 | 1078 | 1103 | 1105 |
| Ветряных электростанций (ВЭС)                                                                                 | --   | --   | --   | --   | --   | --   | 0    | --   | --   | 3    | 8    | 8    | 16   |
| Солнечных электростанций (СЭС)                                                                                | --   | --   | --   | --   | --   | --   | 0    | --   | --   | 1    | 3    | 5    | 25   |

| Таблица 2. Баланс электрической энергии, 1992—2016 гг., млн. кВт∙ч |       |       |       |       |       |       |       |       |       |       |       |       |       |       |       |
| Статья баланса                                                     | 1992  | 1995  | 2000  | 2005  | 2006  | 2007  | 2008  | 2009  | 2010  | 2011  | 2012  | 2013  | 2014  | 2015  | 2016  |
| Производство-брутто                                                | 19763 | 17045 | 18699 | 22872 | 24543 | 21847 | 21643 | 18868 | 18710 | 20294 | 22988 | 23354 | 24728 | 24688 | 24953 |
| Производство-брутто, МАР                                           | 19673 | 16957 | 18603 | 22353 | 23925 | 21415 | 21323 | 18599 | 18450 | 19993 | 21358 | 21556 | 22706 | 22551 | 22699 |
| ТЭС МАР (органическое топливо), из которых                         | 17926 | 15401 | 17069 | 19344 | 21407 | 19051 | 19091 | 16289 | 15003 | 17317 | 19537 | 20065 | 21401 | 20904 | 20699 |
| ТЭС МАР (органическое топливо) — комбинированный цикл              | --    | --    | --    | --    | --    | 10160 | 9649  | 7148  | 5561  | 6727  | 8674  | 8173  | 8311  | 7742  | 7232  |
| ГЭС МАР                                                            | 1747  | 1556  | 1534  | 3009  | 2518  | 2364  | 2232  | 2308  | 3446  | 2676  | 1821  | 1489  | 1300  | 1637  | 1959  |
| ВЭС МАР                                                            | --    | --    | --    | --    | --    | --    | --    | 2     | 1     | --    | --    | 1     | 2     | 5     | 6     |
| СЭС МАР фотоэлектрические                                          | --    | --    | --    | --    | --    | --    | --    | --    | --    | --    | --    | 1     | 3     | 5     | 35    |
| Производство-брутто — АР                                           | 90    | 88    | 96    | 519   | 618   | 432   | 320   | 269   | 260   | 301   | 1630  | 1798  | 2022  | 2137  | 2254  |
| ТЭС АР (органическое топливо), из которых                          | 90    | 88    | 96    | 519   | 618   | 432   | 320   | 269   | 260   | 301   | 1630  | 1798  | 2022  | 2137  | 2237  |
| ТЭС АР (органическое топливо) — комбинированный цикл               | --    | --    | --    | --    | --    | 432   | 317   | 262   | 251   | 297   | 267   | 300   | 328   | 331   | 328   |
| ВЭС АР                                                             | --    | --    | --    | --    | --    | --    | --    | --    | --    | --    | --    | --    | --    | --    | 17    |
| Собственные нужды электростанций и отопительных установок          | 1065  | 1104  | 1020  | 1004  | 1042  | 1179  | 1124  | 960   | 975   | 947   | 977   | 961   | 998   | 982   | 918   |
| Производство-нетто                                                 | 18698 | 15941 | 17679 | 21868 | 23501 | 20668 | 20519 | 17908 | 17735 | 19347 | 22011 | 22393 | 23730 | 23706 | 24035 |
| Импорт                                                             | 883   | 899   | 1357  | 2082  | 1766  | 548   | 216   | 110   | 100   | 128   | 141   | 127   | 124   | 108   | 114   |
| Экспорт                                                            | 1396  | 500   | 863   | 880   | 879   | 786   | 812   | 380   | 462   | 805   | 680   | 495   | 489   | 265   | 1096  |
| Общая поставка                                                     | 18185 | 16340 | 18173 | 23070 | 24388 | 20430 | 19923 | 17638 | 17373 | 18670 | 21472 | 22025 | 23365 | 23549 | 23053 |
| Потери                                                             | 2786  | 2776  | 2770  | 4031  | 3775  | 3432  | 3163  | 4100  | 3830  | 3973  | 3368  | 3281  | 3363  | 2869  | 2350  |
| Собственные нужды добычи и переработки ТЭР                         | 3026  | 0     | --    | 1011  | 975   | 1020  | 1072  | 1177  | 1184  | 1300  | 2629  | 2679  | 3007  | 2954  | 3042  |
| Конечное потребление электроэнергии                                | 11286 | 13563 | 15403 | 18028 | 19638 | 15844 | 15566 | 12259 | 12235 | 13267 | 15394 | 15982 | 16907 | 17619 | 17618 |
| Промышленность и строительство                                     | 4461  | 4849  | 2707  | 2892  | 3568  | 2995  | 3245  | 1904  | 1758  | 2130  | 3027  | 2996  | 3161  | 3163  | 3517  |
| Чугунные и сталелитейные заводы                                    | 228   | 36    | 24    | 163   | 146   | 321   | 326   | 260   | 320   | 366   | 432   | 326   | 277   | 257   | 303   |
| Химические и нефтехимические заводы                                | 1454  | 511   | 371   | 838   | 532   | 383   | 411   | 270   | 223   | 351   | 323   | 338   | 344   | 378   | 297   |
| Другие отрасли обрабатывающей промышленности и строительства       | 2779  | 4302  | 2312  | 1891  | 2890  | 2291  | 2508  | 1374  | 1215  | 1413  | 2272  | 2332  | 2540  | 2528  | 2917  |
| Транспорт                                                          | --    | 481   | 537   | 587   | 650   | 582   | 577   | 521   | 545   | 545   | 523   | 531   | 536   | 482   | 428   |
| Железная дорогая                                                   | --    | 346   | 426   | 504   | 346   | 457   | 454   | 403   | 433   | 437   | 436   | 441   | 448   | 395   | 347   |
| Трубопроводный транспорт                                           | --    | --    | --    | --    | --    | 125   | 123   | 118   | 112   | 108   | 87    | 90    | 88    | 87    | 81    |
| Прочие, неидентифицированные                                       | --    | 135   | 111   | 83    | 304   | --    | --    | --    | --    | --    | --    | --    | --    | --    | --    |
| Другие сектора                                                     | 6825  | 8233  | 12159 | 14549 | 15420 | 12267 | 11744 | 9834  | 9932  | 10592 | 11844 | 12455 | 13210 | 13974 | 13673 |
| Бытовые потребители                                                | 1748  | 2862  | 9902  | 12253 | 13795 | 8334  | 7444  | 5847  | 5755  | 5917  | 6501  | 6716  | 7292  | 7938  | 8072  |
| Коммерческий сектор и предприятия общего пользования               | --    | --    | --    | --    | --    | 3323  | 3660  | 3350  | 3511  | 3935  | 4455  | 4829  | 4942  | 5133  | 4622  |
| Сельское, лесное хозяйство и рыболовство                           | 4468  | 4172  | 803   | 499   | 510   | 610   | 640   | 637   | 666   | 740   | 888   | 910   | 976   | 903   | 979   |
| Прочие                                                             | 609   | 1199  | 1454  | 1797  | 1115  | --    | --    | --    | --    | --    | --    | --    | --    | --    | --    |

Примечание: MAP (Main activity producer), AP (autoproducer) — производство электроэнергии на которых соответственно является и не является основным видом их деятельности

## Электростанции
13 февраля 2023 года на территории Азербайджанской ТЭС в Мингячевире начато cтроительство тепловой электростанции «8 ноября» мощностью 1880 мегаватт. 24 июня 2025 года электростанция введена в эксплуатацию.

### Строящиеся электростанции
- 330/110-киловольтная узловая подстанция «Джебраил» (планируется к завершению в мае 2023)[13][14]
- 330-киловольтная подстанция «Нахичевань»
- 400-киловольтная преобразовательная подстанция (Нахичевань)
- Гидроэлектростанции «Худаферин» и «Гыз галасы». Строятся совместно с Ираном
- Хызы-Абшеронская ветряная электростанция мощностью 240 МВт (Абшеронский район). Строительство начато 13 января 2022 года[15]. В августе 2024 года компанией ACWA Power[англ.] доставлены первые компоненты ветряных турбин для электростанции[16].
- Ордубадская ГЭС. Расположена на реке Аракс. Мощность электростанции составит 36 мегаватт. Строительство начато 11 января 2017 года[17]. Станция деривационного типа. Для станции будет построено водохранилище вместимостью 1,5 млн м3. Среднегодовое производство электроэнергии составит 190 млн квт/ч[18].
- Солнечная фотоэлектрическая станция (СФЭС / PV) «Шафаг» в Джебраильском районе мощностью 240 мегаватт переменного тока (MVtAC). Площадь станции составит 802 гектар. Строительство начато в ноябре 2024 года[19]. По проекту подготовлена оценка воздействия на окружающую среду[20]. Станция будет расположена в 5 - 10 км от города Джебраил. Строительство продлится 18 месяцев. Проект реализуется компанией BP[21]. Прогнозируемый объём выработки — 500 млн кВт⋅ч электроэнергии в год. Строительство станции позволит сократить выборсы CO2 в объеме 260 - 330 тысяч тонн в год[22] и сэкономить 120-150 млн м3 природного газа в год. Предполагаемая стоимость строительства — 200 млн долл. США[19].

4 июня 2024 года с участием компании «Masdar» начато строительство Нефтчалинской солнечной электростанции и Абшерон-Гарадагской ветряной электростанции.
12 августа 2025 года компанией «Masdar» начато строительство солнечной электростанции в посёлке Гюнеш Билясуварского района мощностью 445 МВт.

### Планируемые электростанции
- Солнечная электростанция в Джебраильском районе мощностью 100 МВт. Строительство планирует осуществлять Nobel Energy[англ.]. Первый этап мощностью в 50 МВт планируется завершить к 2027 году. Электростанция будет вырабатывать 180 млн кВт⋅ч электроэнергии в год, обеспечивая 58 000 домохозяйств. Для проекта выделен земельный участок площадью 229 гектар[26][27].
- Солнечная электростанция в Нефтечалинском районе мощностью 315 МВт[28].
- Солнечная электростанция в Нахичеванской Автономной Республике мощностью 400 мегаватт[29].

Планируется подключить Нахичеванскую Автономную Республику к общей энергосистеме Азербайджана.

## Экспорт электроэнергии
С целью экспорта электроэнергии планируется организация международного проекта Азербайджан-Турция-Европа посредством подстанций Джебраил-Нахчыван-Агры (Турция) через энергосистему Турции к европейским энергетическим рынкам.
Организация проекта планируется в 3 этапа.
1 этап:
- Расширение и реконструкция расположенных на близком расстоянии к освобожденным от оккупации территориям 330-киловольтных подстанций «Агджабеди» и «Имишли», срок эксплуатации которых истек
- Прокладка в Джебраил высоковольтной линии электропередачи от подстанции «Агджабеди» (протяжённостью 132 км), и подстанции «Имишли» (протяжённостью 130 км)

Прокладка высоковольтной линии от подстанции «Агджабеди» начата.
2 этап:
- Соединение энергосистемы Нахичевани с общей энергосистемой Азербайджана через Зангезурский коридор

С этой целью будет проложена 255-километровая двухконтурная линия электропередачи от узловой подстанции «Джебраил» до Нахичевани и построена 330-киловольтная подстанция «Нахичевань».
3 этап:
- Строительство в Нахичевани дополнительной 400-киловольтной преобразовательной подстанции недалеко от границы с Турцией для преобразования 330 киловольт в 400 киловольт
- Прокладка двухконтурной линии электропередачи из Нахичевани в Турцию протяженностью 230 километров

Ставится целью увеличение экспортного потенциала электроэнергии с 1 000 до 5 000  мегаватт.
Также планируется экспорт в направлении Румынии, Венгрии через Грузию по подводному силовому кабелю по дну Чёрного моря. Протяжённость подводного кабеля составит 1 195 км. Источником электроэнергии станет электроэнергия, вырабатываемая на ветряных электростанциях Каспийского моря. В ноябре 2024 года завершено технико-экономическое обоснование проекта. Начато исследование дна моря.